# Почётный гражданин Кривого Рога
Почётный гражданин Кривого Рога (укр. Почесний громадянин Кривого Рогу) — звание особого почитания, которое присваивается исполкомом Криворожского городского совета за особый вклад в развитие города. Высшая награда Кривого Рога.

## История
Звание было учреждено в 1912 году и до 1917 года действовало по решению земства. Вновь восстановлено в апреле 1964 года. Первым Почётным гражданином Кривого Рога, с момента восстановления, стала Минна Брозовская, жена Отто Брозовского. Награждена решением исполкома Криворожского городского Совета депутатов трудящихся № 6/302 от 16 июня 1964 года.
В 1964—2000 годах вручалась памятная медаль и лента, с мая 2000 года — специальные знаки и красно-зелёная лента.
Всего на май 2021 года было награждено 48 человек.

## Знаки отличия
Существует два типа знаков:
- почётный знак нашейный с лентой;
- почётный знак в миниатюре[1].

Все получившие звание вносятся в Книгу почётных граждан.

## Почётные граждане
Ниже приведён список Почётных граждан Кривого Рога в порядке их награждения.
| №  | Фамилия, имя, отчество           | Годы жизни | Должность, место работы на момент присвоения звания                                                                                                   | Дата награждения |
| -- | -------------------------------- | ---------- | --- | ---------------- |
| 1  | Брозовская, Минна Фридриховна    | 1877—1965  | Домохозяйка | 16 апреля 1964   |
| 2  | Боровский, Александр Васильевич  | 1896—1972  | Заместитель управляющего рудоуправлением имени Ф. Э. Дзержинского                                                                                     | 16 августа 1966  |
| 3  | Калиниченко, Фёдор Лукич         | 1900—1980  | Персональный пенсионер союзного значения | 23 января 1968   |
| 4  | Марковский, Иван Зиновьевич      | 1901—1978  | Персональный пенсионер республиканского значения | 23 января 1968   |
| 5  | Семиволос, Алексей Ильич         | 1912—1986  | Заместитель управляющего рудоуправлением имени Ф. Э. Дзержинского                                                                                     | 23 января 1968   |
| 6  | Виноградов, Владимир Самойлович  | 1909—1993  | Заместитель министра чёрной металлургии СССР | 25 марта 1975    |
| 7  | Галенко, Иосиф Афанасьевич       | 1910—1981  | Бригадир машинистов экскаваторов СУ-625 треста «Укргидроспецфундаментстрой», Герой Социалистического Труда                                            | 25 марта 1975    |
| 8  | Козлов, Николай Михайлович       | 1924—1975  | Начальник Краснодарского высшего военного училища, генерал-лейтенант ГИС                                                                              | 25 марта 1975    |
| 9  | Олейников, Виктор Степанович     | 1915—1985  | Заместитель министра чёрной металлургии УССР | 25 марта 1975    |
| 10 | Сиренко, Иван Маркович           | 1907—1986  | Персональный пенсионер республиканского значения | 25 марта 1975    |
| 11 | Чёрная, Надежда Семёновна        | 1924—2006  | Начальник сектора приёма отдела кадров СевГОКа | 25 марта 1975    |
| 12 | Шангин, Борис Григорьевич        | 1910—1983  | Персональный пенсионер союзного значения | 25 марта 1975    |
| 13 | Архипов, Иван Васильевич         | 1907—1998  | Первый заместитель председателя Совета Министров СССР                                                                                                 | 17 марта 1982    |
| 14 | Мыхлик, Василий Ильич            | 1922—1996  | Пенсионер Министерства обороны СССР, дважды Герой Советского Союза                                                                                    | 17 марта 1982    |
| 15 | Устименко, Александр Лукич       | 1903—1996  | Персональный пенсионер союзного значения | 17 марта 1982    |
| 16 | Замрий, Фёдор Дмитриевич         | 1928—2000  | Персональный пенсионер союзного значения, Герой Социалистического Труда                                                                               | 23 января 1984   |
| 17 | Исаков, Иван Иванович            | 1923—1991  | Персональный пенсионер союзного значения, Герой Советского Союза                                                                                      | 23 января 1984   |
| 18 | Пичужкин, Михаил Сергеевич       | 1925—2002  | Постоянный представитель Совета министров УССР при Совете министров СССР                                                                              | 18 марта 1987    |
| 19 | Гудзь, Иван Филиппович           | 1917—2003  | Пенсионер с 1969 года | 8 февраля 1994   |
| 20 | Фурт, Иван Филиппович            | 1921—2010  | Пенсионер с 1987 года | 8 февраля 1994   |
| 21 | Санкевич, Михаил Иванович        | 1917—2001  | Пенсионер | 8 февраля 1994   |
| 22 | Малахов, Георгий Михайлович      | 1907—2001  | Академик Национальной академии наук | 26 марта 1997    |
| 23 | Земляной, Николай Фёдорович      | 1938—2023  | Председатель правления ПАО «Криворожиндустрой» | 4 августа 1998   |
| 24 | Сыч, Юрий Петрович               | 1923—2006  | Пенсионер | 31 марта 1999    |
| 25 | Кучма, Леонид Данилович          | род. 1938  | Президент Украины | 22 октября 1999  |
| 26 | Бабич, Юрий Петрович             | 1928—2018  | Председатель Днепропетровской областной ассоциации физических и нетрадиционных методов лечения «Солёный лиман»                                        | 26 апреля 2000   |
| 27 | Воронова, Татьяна Петровна       | 1924—2011  | Журналист городской газеты «Красный горняк» | 26 апреля 2000   |
| 28 | Гутовский, Григорий Иванович     | 1930—1993  | Посмертно, Криворожский городской глава | 26 апреля 2000   |
| 29 | Бородич, Леонид Васильевич       | 1953—2000  | Посмертно | 27 сентября 2000 |
| 30 | Кравец, Василий Романович        | род. 1946  | Прокурор города | 22 декабря 2004  |
| 31 | Васякин, Александр Васильевич    | 1925—2015  | Пенсионер, Заслуженный художник УССР | 20 апреля 2005   |
| 32 | Гуров, Вадим Николаевич          | 1937—2015  | Пенсионер | 28 февраля 2007  |
| 33 | Колосов, Валерий Александрович   | род. 1947  | Генеральный директор ассоциации «Укррудпром» | 23 апреля 2008   |
| 34 | Маковей, Николай Иванович        | род. 1952  | Ведущий специалист Национального антарктического научного центра Министерства образования и науки Украины                                             | 22 апреля 2009   |
| 35 | Любоненко, Юрий Викторович       | род. 1950  | Криворожский городской глава | 24 марта 2010    |
| 36 | Вилкул, Юрий Григорьевич         | род. 1949  | Криворожский городской глава | 28 апреля 2010   |
| 37 | Задорожный, Вячеслав Казимирович | род. 1955  | Первый заместитель председателя Днепропетровской областной государственной администрации                                                              | 25 мая 2011      |
| 38 | Архиепископ Ефрем                | род. 1966  | Архиепископ Криворожский и Никопольский | 25 мая 2012      |
| 39 | Рыжков, Евгений Викторович       | род. 1951  | Председатель Ингулецкого районного в городе совета | 22 мая 2013      |
| 40 | Бельский, Александр Игнатьевич   | 1948—2024  | Директор коммунального предприятия «Криворожский академический городской театр музыкально-пластических искусств "Академия движения"»                  | 28 мая 2014      |
| 41 | Дабижа, Николай Кириллович       | род. 1940  | Председатель Криворожской городской организации ветеранов                                                                                             | 27 мая 2015      |
| 42 | Голяков, Александр Леонидович    | 1961—2020  | Заместитель начальника Центрального территориального управления Нацгвардии Украины по общественной безопасности                                       | 25 мая 2016      |
| 43 | Макаренко, Анатолий Кириллович   | род. 1949  | Председатель Криворожского городского комитета профсоюза трудящихся металлургической и горнодобывающей промышленности Украины                         | 12 июня 2017     |
| 44 | Каруца, Жорж Андреевич           | род. 1937  | Учитель физической культуры Криворожского лицея-интерната с усиленной военно-физической подготовкой. Председатель городской федерации лёгкой атлетики | 23 мая 2018      |
| 45 | Степанюк, Дмитрий Петрович       | род. 1945  | Общественный деятель, председатель совета общественного союза «Координационный совет "Кривой Рог — родной город"»                                     | 29 мая 2019      |
| 46 | Артюх, Виктор Михайлович         | 1949—2021  | Директор по быту и социальным вопросам ЦГОКа | 29 мая 2019      |
| 47 | Благун, Инесса Михайловна        | род. 1965  | Директор департамента социальной политики исполкома Криворожского городского совета                                                                   | 27 мая 2020      |
| 48 | Сторожук, Анатолий Васильевич    | род. 1944  | Член совета Металлургической районной организации ветеранов г. Кривой Рог, Герой Социалистического Труда                                              | 26 мая 2021      |
| 49 | Федосенко, Павел Юрьевич         | род. 1974  | Подполковник Национальной гвардии Украины | 2022             |
| 50 | Дерусова, Инна Николаевна        | 1970—2022  | Герой Украины | 2023             |
| 51 | Оцерклевич, Виктор Ярославович   | 1986—2022  | Герой Украины | 2023             |
| 52 | Грудзевич, Олег Петрович         | род. 1990  | Герой Украины | 2023             |
| 53 | Старченко, Сергей Александрович  |            | Герой Украины | 2023             |
| 54 | Рябоконь, Николай Петрович       |            | художник | 2023             |
| 55 | Драпатый, Михаил Васильевич      |            | | 2024             |